# Алжирські угоди
Алжирські угоди були підписані 19 січня 1981 року, між США і Іраном за посередництва алжирського уряду. Угоди вирішили кризу з американськими заручниками, захопленими 4 листопада 1979 року при штурмі посольства США в Тегерані збройними студентами. В результаті угоди всі заручники були звільнені.
Серед основних пунктів угоди слід виділити:
- США не будуть втручатися у внутрішні справи Ірану;
- США розморозять банківські рахунки Ірану і знімуть торгові санкції;
- Обидві сторони погодилися на створення арбітражного позовної трибуналу для вирішення конфліктів;
- Іран зобов'язується виплачувати зовнішній борг перед США.